# Juno Awards 2005
Die Juno Awards 2005 wurden am 3. April 2005 im MTS Centre, Winnipeg, Manitoba verliehen. Die Moderation übernahm Brent Butt.

## Ablauf
Am 31. März 2005 begann die JunoWeek mit Auftritten von Randy Bachman, The Waking Eyes, Joey Gregorash, Doc Walker, C-Weed und Rudimental im Winnipeg Convention Centre.
Der Juno Cup fand am 1. April 2005 im Selkirk Rec Complex in Selkirk, Manitoba statt. Gleichzeitig begann das zweitägige JunoFest, bei dem 120 Bands an 16 Orten auftraten. Unter anderem traten The Wailin’ Jennys, Feist, Geordie Sampson und Kyle Riabko auf.
Die Hauptverleihung am 3. April 2005 wurde in Kanada von CTV übertragen. Dort wurden die folgenden Awards vergeben:
- Group of the Year
- New Artist of the Year
- Juno Fan Choice Award
- Songwriter of the Year
- Album of the Year
- Adult Alternative Album of the Year
- Rap Recording of the Year
- Single of the Year

## Nominierungen und Gewinner
Die Nominierungen wurden am 7. Februar 2005 verkündet.

### Personen
| Artist of the Year | Group of the Year |
| --- | --- |
| Avril Lavigne - Bryan Adams - Celine Dion - Diana Krall - k.d. lang | Billy Talent - Great Big Sea - Simple Plan - Sum 41 - The Tragically Hip |
| New Artist of the Year | New Group of the Year |
| Feist - Keshia Chanté - Fefe Dobson - Matt Dusk - Matt Mays | Alexisonfire - Death from Above 1979 - The Marble Index - Thornley - The Waking Eyes |
| Fan Choice Award | Songwriter of the Year |
| Avril Lavigne - Diana Krall - Sarah McLachlan - Marie-Elaine Thibert - Shania Twain | Ron Sexsmith, Whatever It Takes, Not About to Lose, Hard Bargain - Buck 65 Wicked and Weird, 463, Sore (all co-written with T.O.A.B. La Rone) - Marc Jordan, Let's Waste Some Time and Shot Down My Heart (zusammen mit Steve MacKinnon), Tears of Hercules (zusammen mit Stephan Moccio) - Avril Lavigne, Don't Tell Me (zusammen mit Evan Taubenfeld), My Happy Ending (zusammen mit Butch Walker), Nobody's Home (zusammen mit Ben Moody) - Gordie Sampson, Sunburn and Paris (zusammen mit Blair Daly und Troy Verges), You (Or Somebody Like You) |
| Jack Richardson Produzent of the Year | Recording Engineer of the Year |
| Bob Rock, Welcome to My Life by Simple Plan and Some Kind of Monster by Metallica - David Foster, You Raise Me Up by Josh Groban, Can't Help Falling in Love by Michael Bublé - Raine Maida, How Does it Feel and Fall to Pieces by Avril Lavigne - Nickelback and Joey Moi, Someday and Figured You Out by Nickelback - Track & Field and Nelly Furtado, Try and Explode by Nelly Furtado | L. Stu Young, What Do U Want Me 2 Do? and If Eye Was the Man in Ur Life by Prince, Musicology - Vic Florencia, Shot Down My Heart and When Rita Takes the 'A' Train by Marc Jordan, Make Believe Ballroom - John MacLean, Sheldon Zaharko, Jumbo Jet Headache by Limblifter, I/O - Peter Prilesnik, Lucky Me and Day One by Sarah Slean, Day One - Bob Rock, Welcome to My Life and Me Against the World by Simple Plan, Still Not Getting Any |

### Alben
| Album of the Year | Aboriginal Recording of the Year |
| --- | --- |
| Billy Talent – Billy Talent - The Girl in the Other Room – Diana Krall - Miracle – Céline Dion - Still Not Getting Any – Simple Plan - Under My Skin – Avril Lavigne | Taima – Taima - Green Dress – Wayne Lavallee - Full Circle – The Pappy Johns Band - KATAKu – Florent Vollant - Pishimuss – Claude McKenzie |
| Adult Alternative Album of the Year | Alternative Album of the Year |
| All of Our Names – Sarah Harmer - Day One – Sarah Slean - Matt Mays – Matt Mays - Retriever – Ron Sexsmith - Want Two – Rufus Wainwright | Let It Die – Feist - Funeral – Arcade Fire - Now, More Than Ever – Jim Guthrie - Set Yourself on Fire – Stars - The Slow Wonder – A.C. Newman |
| Blues Album of the Year | Children’s Album of the Year |
| I'm Just A Man – Garrett Mason - Come On In – Downchild - Fresh Horses – Jim Byrnes - No One to Blame – Rita Chiarelli - Soap Bars and Dog Ears – The Jimmy Bowskill Band | A Poodle in Paris – Connie Kaldor - Angela May's Magnificent Musical Menagerie – Angela Kelman - The 5 Elements – Rick Scott and Harry Wong - MathJam K – Judy & David - Songs for You – Jennifer Gasoi |
| Classical Album of the Year (solo or chamber ensemble) | Classical Album of the Year (large ensemble) |
| Bach: The English Suites – Angela Hewitt - Drumtalker – Nexus - Dvořák, Janáček, Smetana: Romantic Pieces – James Ehnes und Eduard Laurel - Nikolai Kapustin Piano Music – Marc-André Hamelin - Takemitsu: Toward the Sea – Robert Aitken, New Music Concerts Ensemble                                                                                      | Dardanus/Le temple de la Gloire: Music of Jean-Philippe Rameau – Jeanne Lamon &Tafelmusik Baroque Orchestra - Borodin – Bramwell Tovey & Vancouver Symphony Orchestra - Frenergy: Music of John Estacio – Mario Bernardi & Edmonton Symphony Orchestra - Hummel – James Ehnes & London Mozart Players - Mahler: Symphony No. 4 –Yannick Nézet-Séguin & Orchestre Metropolitain du Grand Montreal |
| Classical Album of the Year (vocal or choral performance) | Contemporary Christian/Gospel Album of the Year |
| Viardot-Garcia: Lieder Chansons Canzoni Mazurkas – Isabel Bayrakdarian & Serouj Kradjian - Hyver – Karina Gauvin Les Boréades & Francis Colpron - Scarlatti: Stabat Mater – Emma Kirkby, Daniel Taylor & Theatre of Early Music - Schubert: Die schöne Müllerin – Michael Schade &Malcolm Martineau - Schubert: Winterreise – Russell Braun & Carolyn Maule | Here to Stay – Greg Sczebel - Red Letterz – Fresh I.E. - Living Water – Aileen Lombardo - Phenomenon – Thousand Foot Krutch - Taken – Raylene Scarrott |
| Best Selling Francophone Album of the Year | Instrumental Album of the Year |
| Marie-Élaine Thibert – Marie-Élaine Thibert - Audrey – Audrey de Montigny - Écoute-moi donc – Dany Bédar - Gros Mammouth Album Turbo – Les Trois Accords - J't'aime tout court – Nicola Ciccone | Mi Destino/My Destiny – Oscar Lopez - Celtic Reverie – Loretto Reid and Dan Gibson - Mediterranean Nights – Vehkavaara & Piltch - Rest & Relaxation – Montgomery Smith - A Warrior's Journey – Longhouse |
| International Album of the Year | Contemporary Jazz Album of the Year |
| American Idiot – Green Day - Confessions – Usher - Encore – Eminem - Feels Like Home – Norah Jones - How to Dismantle an Atomic Bomb – U2 | New Danzon – Hilario Durán Trio - City of Neighbourhoods – Neufeld-Occhipinti Jazz Orchestra with Sam Rivers - 5 – Alain Caron - Red Dragonfly (aka Tombo) – Jane Bunnett - Sekoya – Sekoya |
| Traditional Jazz Album of the Year | Vocal Jazz Album of the Year |
| Vivid: The David Braid Sextet Live – David Braid - Deep Cove – Ryga/Rosnes Quartet - Elenar – François Théberge - Exponentially Monk – John Stetch - Extra Time – The Mike Murley Quintet | The Girl in the Other Room – Diana Krall - Eclipse – Kate Hammett-Vaughan Quintet - Make Believe Ballroom – Marc Jordan - Open Your Eyes – Dione Taylor - That's For Me – Susie Arioli Band featuring Jordan Officer |
| Pop Album of the Year | Rock Album of the Year |
| Under My Skin – Avril Lavigne - Fefe Dobson – Fefe Dobson - Home – Ryan Malcolm - Miracle – Celine Dion - Still Not Getting Any… – Simple Plan | Chuck – Sum 41 - Come Again – Thornley - Elocation – Default - In Between Evolution – The Tragically Hip - Seven Circles – The Tea Party |
| Roots & Traditional Album of the Year – Solo | Roots & Traditional Album of the Year – Group |
| Hopetown – Jenny Whiteley - Acoustic Album – Amos Garrett - Michael Jerome Browne & The Twin River String Band – Michael Jerome Browne - The Waking Hour – David Francey - West Eats Meet – Harry Manx | 40 Days – The Wailin’ Jennys - Let Em Run – The Bills - In All Things – Leahy - Jimson Weed – Nathan - Migration – La Volée d'Castors |
| World Music Album of the Year | |
| African Guitar Summit – Mighty Popo, Madagascar Slim, Donne Robert, Alpha Yaya Diallo, Adam Solomon, Pa Joe - Dho-Mach (Sacred Gift) – Achilla Orru - En Voyage – Les Gitans de Sarajevo - Four Higher – Autorickshaw - Road to Kashgar – Orchid Ensemble                                                                                                   | |

### Lieder und Aufnahmen
| Single of the Year | Classical Composition of the Year |
| --- | --- |
| Crabbuckit – k-os - Not Ready to Go – The Trews - One Thing – Finger Eleven - Party for Two – Shania Twain with Mark McGrath - River Below – Billy Talent                                                           | The Tents of Abraham – István Anhalt - A Farmer's Symphony – John Estacio - Neuvas monodias espanolas – José Evangelista - Pangaea – Jeffrey Ryan - Third Symphony – Robert Turner               |
| Country Recording of the Year | Dance Recording of the Year |
| One Good Friend – George Canyon - Dress Rehearsal – Carolyn Dawn Johnson - Girls Lie Too – Terri Clark - Party for Two – Shania Twain and Billy Currington - This Time Around – Paul Brandt                         | All Things (Just Keep Getting Better) – Widelife with Simone Denny - All of My Life – Aluna - Feel Love – DJ's Rule - Ghetto Love, Extended Original Version – Original 3 - Money Shot – Hatiras |
| R&B/Soul Recording of the Year | Rap Recording of the Year |
| Keshia Chanté – Keshia Chanté - Gary Beals – Gary Beals - More – Tamia - Resurrected – jacksoul - What It Is – Ray Robinson                                                                                         | Joyful Rebellion – k-os - Bang Bang – Kardinal Offishall - F.A.M.E. – Concise - Life's a Collection of Experiences – DL Incognito - Say Something – Kyprios                                      |
| Reggae Recording of the Year | |
| WYSIWYG (What You See Is What You Get) – Sonia Collymore - Bare as She Dare – Carl Henry featuring Ce’Cile - Empty Barrel – Blessed featuring Kardinal Offishall - It's All Bless – Korexion - Uncorrupted – Steele | |

### Weitere
| Best Album Design | Video of the Year |
| --- | --- |
| Vincent Marcone: It Dreams by Jakalope - Tracy Maurice, N. Hilary Treadwell: Funeral by Arcade Fire - Bryan Adams, Dirk Rudolf: Room Service by Bryan Adams - John Rummen, Kim Kinakin, James Michin III: Under My Skin by Avril Lavigne - Jesse F. Keeler, Eva Michon: You're a Woman, I'm a Machine by Death from Above 1979 | The Love Movement with k-os, Micah Meisner, B-Boy Stance by k-os - Floria Sigismondi, The End of the World by The Cure - George Vale, Feist, One Evening by Feist - Stephen Scott, Barlow, Perfect Wave by Barlow - Benjamin Weinstein, The Weakerthans, The Reasons by The Weakerthans |
| Music DVD of the Year | |
| Ron Mann, In Stereovision by Blue Rodeo - Barbara Barde, David Langer, Casablanca Media Television Inc., The Barenaked Truth by Barenaked Ladies - John Small, Hallway Entertainment, Great Big DVD by Great Big Sea - Michael Fischer-Ledenice, Scott Morin, A Night in Vienna by Oscar Peterson - Marty Callner, Jake Cohl, Michael Cohl, Randy Gladstein, Stephen Howard, David Kines, Fred Nicolaidis, Dave Russell, Toronto Rocks by Various Artists | |

### Canadian Music Hall of Fame
- The Tragically Hip

### Walt Grealis Special Achievement Award
- Allan Slaight